# Randy Schekman
Randy Wayne Schekman (Saint Paul, 1948. december 30. –) amerikai sejtbiológus. 2013-ban az amerikai James Rothmannal és a német Thomas Südhoffal megosztva elnyerte a fiziológiai és orvostudományi Nobel-díjat, mert a vezikuláris transzporttal kapcsolatos kutatásaik hozzájárultak annak megértéséhez, hogy a sejtek által előállított molekulák miként kerülnek a megfelelő helyre a megfelelő időben.

## Tanulmányai
Randy Schekman 1947. december 30-án született a minnesotai Saint Paulban Alfred Schekman gépészmérnök és Esther Bader öt gyermeke közül az elsőként. Apai és anyai nagyszülei egyaránt oroszországi, illetve besszarábiai zsidó bevándorlók voltak. 1959-ben apja Dél-Kaliforniában kapott állást egy számítógépgyártó cégnél és az egész család Orange megyébe költözött. Randy hetedikes koráig nem volt különösebben jó tanuló és nem érdekelték a természettudományok; ekkor egy ajándékba kapott mikroszkóp hozta meg a lelkesedését a biológia iránt. Az anaheimi Western High Schoolban végezte a középiskolát, majd 1966-tól a Los Angeles-i Kaliforniai Egyetemen (UCLA) folytatta a tanulmányait. Itteni egyik tanára az a Willard F. Libby volt, aki a radiokarbonos kormeghatározás feltalálásért kémiai Nobel-díjat kapott. Schekman eredetileg patológusnak készült, de miután elsőévesként elolvasta James Watson könyvét, A gén molekuláris biológiáját, úgy döntött, hogy kutatói pályára lép. Már az alapképzés során részt vett a bakteriofágok genetikájának kutatásában és cserediákként egy évet az Edinborough-i Egyetemen tanult. Miután hazatért, a Harvard Egyetem Biológiai Laboratóriumaiban vállalt nyári munkát, és addigi kutatásaiból megírta első tudományos közleményét. 1971-ben megszerezte BSc oklevelét (a dékán jóindulatából, mert húga betegsége és halála miatt elhanyagolta az előírt kurzusokat és kétszer megbukott németből) és a Stanford Egyetemen, Arthur Kornbergnél folytatta tanulmányait. Doktori disszertációját 1974-ben védte meg.

## Munkássága
Schekman 1976-ban Berkeleyben, a Kaliforniai Egyetemen kezdett el dolgozni, ahol kutatóként a fehérjék szállítását kezdte el vizsgálni az élesztősejten belül. A különböző anyagok transzferjét a sejt apró, lipidmembránnal körbevett hólyagok, vezikulumok segítségével végzi és Schekman olyan mutációkat keresett, amelyek miatt ez a folyamat megszakadt és utána megkereste az ezért felelős gént. Az évek során mintegy ötven gént azonosított, amelyek a vezikulumok létrehozásában, a proteinszállítmány (enzimek, hormonok, neurotranszmitterek) kiválasztásában és mozgatásában játszottak szerepet. Közülük a legfontosabb az a SEC61 gén volt, melynek terméke egy csatornát képez, amelyen át a szállítandó fehérjék az endoplazmatikus retikulum belső terébe juthatnak. A gén mutációja különböző betegségeket okozhat, többek között talán Alzheimer-kórt is. Ő fedezte fel a SEC1 gént, amelynek terméke kapcsolatba lép a vezikulum képződésének egy másik fontos résztvevőjével a SNAP-proteinnel, amelyet James Rothman fedezett fel.
Schekmant 1984-ben docenssé, 1994-ben pedig professzorrá nevezték ki. 1991-től a Howard Hughes Orvostudományi Intézet is támogatta kutatásait.
2006-2011 között Schekman volt a neves tudományos folyóirat, a Proceedings of the National Academy of Sciences of the United States of America (Az USA Nemzeti Tudományos Akadémiájának közleményei, PNAS) főszerkesztője. 2011-ben a nyílt hozzáférésű eLife folyóirat szerkesztését vette át és több fórumon élesen kritizálta a népszerű újságok (Science, Nature, Cell) gyakorlatát, hogy mesterségesen korlátozzák az elfogadott közlemények számát és a "divatos", könnyen finanszírozható témák felé terelik a kutatásokat és emiatt fontos területek maradnak figyelem nélkül. Schekman kijelentette, hogy laboratóriuma a jövőben bojkottálni fogja a "luxusfolyóiratokat".
A sejten belüli transzport terén végzett kutatásaiért 2013-ban Randy Schekman kapta a fiziológiai és orvostudományi Nobel-díjat (James Rothmannal és Thomas Südhoffal megosztva).

## Elismerései
- 1996 A Gairdner Alapítvány nemzetközi díja
- 2002 Albert Lasker-díj az orvosi alapkutatásért
- 2002 Louisa Gross Horwitz-díj
- 2010 Massry-díj
- 2013 Fiziológiai és orvostudományi Nobel-díj

1992 óta tagja a Nemzeti Tudományos Akadémiának, 2000 óta az Amerikai Művészeti Tudományos Akadémiának, 2013 óta pedig a brit Royal Society levelező tagja. Tagja a Shaw-díjat odaítélő bizottságnak. 

## Családja
Randy Schakman 1973-ban vette feleségül Nancy Walls kórházi ápolónőt. Két gyermekük született, Joel (1978) és Lauren (1982).